# Prochaetopsis immaculipennis
Prochaetopsis immaculipennis är en tvåvingeart som först beskrevs av Malloch 1934.  Prochaetopsis immaculipennis ingår i släktet Prochaetopsis och familjen lövflugor. Inga underarter finns listade i Catalogue of Life.